# Bergbuidelkikker
De bergbuidelkikker (Gastrotheca monticola) is een kikker uit de familie Hemiphractidae. De soort werd voor het eerst wetenschappelijk beschreven door Thomas Barbour en Gladwyn Kingsley Noble in 1920. Later werd de wetenschappelijke naam Gastrotheca marsupiata monticola gebruikt.

## Uiterlijke kenmerken
De huid is groen met bruine wratten op de rug. De poten hebben bruine dwarsstrepen. De kikker heeft een brede kop en bovenstaande ogen. Het dier heeft hechtschijfjes aan tenen en vingers. De lichaamslengte bedraagt 4 tot 6 centimeter.

## Levenswijze en voortplanting
Deze volledig terrestrische, nachtactieve kikker verbergt zich in de winter en bij droogte onder liggend hout.
Op de rug heeft het vrouwtje een broedbuidel, waarin het mannetje de eitjes deponeert, die zich daarin ontwikkelen. De larven zijn via een soort placenta verbonden met de bloedbaan van de moeder. De reeds volledig ontwikkelde kikkervisjes worden na een zware regenbui in het water afgezet.

## Verspreiding en habitat
Deze soort komt voor in het noordwesten van Zuid-Amerika. De habitat bestaat uit begroeide delen zoals bossen.